# بودورنا
بودورنا (به لاتین: Bodorna) یک منطقهٔ مسکونی در گرجستان است که در شهرداری دوشتی واقع شده‌است. بودورنا ۱۴۰ نفر جمعیت دارد و ۸۸۰ متر بالاتر از سطح دریا واقع شده‌است.